# Anna-Maria Eriksson
Anna-Maria Eriksson, född 6 december 1976 i Sundsvall, är en svensk före detta fotbollsspelare som spelat tjugotre A-landskamper för Sverige. Hennes moderklubb är Alnö IF.
Eriksson har spelat i klubbar som Alnö IF, Sundsvalls DFF, Kopparbergs/Landvetter IF och Jitex BK. Till säsongen 2004 gick Eriksson till norska Kolbotn IL där hon stannade i tre år.
Hon erhöll GT:s Kristallkulan 2002 och utsågs samma år till "Årets genombrott" på fotbollsgalan.